# واسیلی دوم
واسیلی دوم واسیلی‌یِویچ تیومنی (کور) (روسی: Василий II Васильевич Тёмный) گراند پرنس مسکو بود که حکومت طولانی مدتش (۱۴۲۵ تا ۱۴۶۲) توسط بزرگ‌ترین جنگ داخلی تاریخ روسیه به پایان رسید.

## ده سال اول مشاجره خونین
واسیلی دوم جوان‌ترین پسر واسیلی اول مسکو از سوفیای لیتوانی، تنها دختر وایتاتاس کبیر، بود؛ او تنها پسری واسیلی اول بود که بیش از پدر زنده ماند (برادر بزرگترش ایوان در سال ۱۴۱۷ در سن ۲۲ سالگی درگذشت). پس از مرگ پدرش واسلی در سن ۱۰ سالگی خود را گراند دوک مسکو اعلام کرد و مادرش به عنوان نایب‌السلطنه در کنار او بود. عموی او، یوری زونیگورود (شاهزادهٔ گالیچ-مرسکی، و دو پسرش، واسیلی احول و دیمیتری شمیاکا از این موقعیت برای رسیدن به تاج و تخت استفاده کردند. این ادعاها بر اساس وصیت‌نامه دیمیتری دونسکی بود که در آن ذکر شده بود اگر واسیلی اول بمیرد تمام امتیازات او به یوری خواهد رسید. دیمیتری این وصیت‌نامه را در شرایطی نوشته بود که واسیلی اول هیچ پسری نداشت و می‌توان این گونه استدلال کرد که این شرط فقط در صورتی امکان‌پذیر است که واسیلی اول هیچ فرزندی نداشته باشد. ادعای واسیلی دوم توسط پدربزرگ مادری او، وایتاتاس مورد حمایت قرار گرفت.